# Kusunda
Kusunda (kusundou: mihaq) je jazyk, kterým mluví jen hrstka lidí v západním a středním Nepálu, především v oblasti Gandaki. Jazyk je silně ohrožený, jednu dobu byl dokonce považován za vymřelý.

## Zařazení
Jazyk kusunda byl původně řazen mezi tibetočínské jazyky, stejně jako ostatní jazyky v okolí, ale po několika výzkumech se zjistilo, že jazyk mezi tibetočínské jazyky zřejmě nepatří a že se jedná o izolovaný jazyk (jazyk, který nemá žádné příbuzné jazyky). Je možné, že se jedná o pozůstatek jazyků, kterými se mluvili v oblasti Indie před příchodem Indoevropanů.
Existují i další teorie o zařazení jazyka kusunda:
- Lingvista David E. Watters řadí kusundu mezi mundské jazyky
- Existují teorie které řadí kusundu mezi jenisejské nebo kavkazské jazyky
- Možná je také spojitost s izolovanými jazyky burušaskí a nihali
- Existuje také kontroverzní teorie o indo-pacifických jazycích, velké jazykové rodině kam kromě kusundy patří také andamanské jazyky, papuánské jazyky, tasmánské jazyky a jazyk nihali.[2]

## Vzorový text

### Všeobecná deklarace lidských práv
| kusundou    | टिक सवट्टै नु प्रतिष्ठा कफेरा अधिकार ककेजे जिबेजी अगन्जी । गिना ग्याओ चिय कफेरा मागभया नाङ्टे अङी ।                                                                        |
| transkripce | ṭik sawaṭṭe nu pratiṣṭhā kapherā adhikār kakeje jibejī aganjī. ginā gyāo ciy kapherā māgbhayā nāṅ’ṭe aṅī.                                  |
| česky       | Všichni lidé se rodí svobodní a sobě rovní co do důstojnosti a práv. Jsou nadáni rozumem a svědomím a mají spolu jednat v duchu bratrství. |